# Ян Пшерембський
Ян Пшерембський (пол. Przerębski, також пол. Przerembski) гербу Новина (нар. бл. 1519 — пом. 12 січня 1562, Лович) — польський римо-католицький і державний діяч; номінант на посаду холмського єпископа (яку не зайняв; 1557–1558), архієпископ Ґнєзненський і примас Польщі (1559–1562); великий коронний секретар (1550–1552) і підканцлер (1552–1559).

## Життєпис
Народився Ян близько 1519 року у сім'ї Якуба Пшерембського, пізнішого каштеляна сєрадзького, та Зофії Шафранєц. Мав сетру Ядвігу, дружину Яна Костки, та 3 братів — Миколая Мацея, придворного і секретаря королівського, Пйотра, каноніка ґнєзненського і пробста краківського та Вінцентія, каштеляна розпшинського. Дядьком його був Вінцентій, підканцлер коронний і єпископ плоцький і куявсько-поморський, а двоюрідним братом Анджей, секретар королівський, канонік краківський і ґнєзненський.
Навчався спершу з 1530 року у Краківському, пізніше у Падуанському (1541–1542) університетах.

### Політична кар'єра
Ян Пшерембський розпочав свою кар'єру у королівській канцелярії королівським секретарем. Після смерті короля Сигізмунда I Старого 1548 року його відправили до Вільни до Сигізмунда II Августа для запрошення його до Кракова та представлення від імені панів, які перебували на краківському дворі, справи рішення сейму, який підтверджував права і шляхетські привілеї. Надалі обіймав посади секретаря великого коронного (1550–1552), підкацлера коронного (1552–1559) завдяки протекції свого дядька.
Був послом короля на сеймик Краківського воєводства у Прошовицях. 1553 року був послом до Відня разом із Миколаєм Радзивіллом «Чорним» для погодження умов шлюбу короля з Катериню Габсбург. Переговори тривали довго, тому що король, вступаючи в політичний шлюб, поставив багато умов.
1556 року відмовився пропечатувати проїздні листи для королеви Бони — був противником її від'їзду з країни. 1559 року був послом до Відня у справі грошей та рухомого майна королеви Бони, захоплених іспанським двором, коли Філіп II лицемірно погодився на арбітраж під керівництвом імператора Фердинанда I. У листопаді 1559 року був послом короля до Відня з пропозицією угоди між імператором і угорським королем Яношем Заполья.

### Церковна кар'єра
Ян Пшерембський посідав різні церковні посади. 1534 року став пробстом у костелі святої Ядвіги у Кракові, до 1554 року був плебаном у Конарах, з 1545 року був каноніком крушвицьким і краківським, з 1547 року пробстом Вавельської катедри, з 1549 року — пробстом познанським; протягом 1550–1551 років був адміністратором краківської дієцезії, з 1556 року каноніком віленським, пробстом ґнєзненським і деканом краківським, з 1557 року пробстом капітули колегіатської у Велюні.
1556 року до папи було надіслано офіційного листа з проханням надати Пшерембському посаду коад'ютора Ґнєзненського архієпископства, а через рік він був номінований королем на Холмське єпископство. В обох випадках папа Павло IV не хотів надавати свого схвалення, оскільки Пшерембського звинуватили в єресі та відсутності базової богословської освіти. Завдяки зусиллям Станіслава Гозія звинувачення з Пшерембського були зняті. Було досягнуто компромісу, у зв'язку з чим Папа Павло IV підтвердив номінацію на ґнєзненського коад'ютора, яку Пшерембський обійняв 2 січня 1559 року, а 19 січня, після смерті примаса Дзєжґовського, він обійняв посаду архієпископа Ґнєзненського і примаса Польщі.
Після вступу на посаду архієпископа Пшерембський скликав синоди, під час яких приймав резолюції, спрямовані на покращення освіти священників з метою більш ефективної боротьби з протестантизмом, рекомендував заснувати духовні семінарії та піклуватися про парафіяльні та колегіальні школи. 1561 року він головував на єпископському синоді у Варшаві, на якому розглядався проект реформи церкви у Польщі.
У Скерневицях Ян Пшерембський заснував школу — її випускники могли продовжувати навчання у Краківській Академії. Для покращення навчання спрямував до цієї школи з Академії Бенедикта Гербеста — чудового оратора, який прекрасно знав грецьку та латинську мови. Гербест перебував у Скерневицях протягом 1559–1560 років. Примас також мав намір заснувати духовну семінарію у Ґнєзно.
Ян Пшерембський помер 12 січня 1562 року у Ловичу, був похований умісцевій Катедральній базиліці Успіння Пресвятої Діви Марії та святого Миколая.